# صالح سدير
صالح سدير صالح السعدون، من مواليد 21 أغسطس 1982 في العراق، لاعب كرة قدم عراقي.
بدأ مسيرته الكروية مع نادي النجف في عام 1999، ولعب معهم حتى عام 2003، وفي موسم 2003/2004 انتقل إلى نادي الطلبة العراقي، وفي موسم 2004/2005 انتقل إلى نادي الزمالك المصري، ولعب معهم 11 مباراة، ومنذ عام 2005 انتقل إلى نادي الأنصار اللبناني 2008 انتقل إلى نادي العهد اللبناني 2010 انتقل إلى نادي الصفاء اللبناني 2011 انتقل إلى نادي زاخو 2011 انتقل إلى نادي النجف 2012 انتقل إلى نادي دهوك العراقي 2015 انتقل إلى نفط الوسط

## معلومات عن صالح سدير
يذكر ان اللاعب صالح سدير الذي يعد أحد ابرز صانعي العاب المنتخب، سبق له ان لعب مع فريق النجف في المرحلة الأولى لدوري النخبة العراقي للموسم الحالي 2011/2012، كما مثل اندية زاخو والطلبة العراقيين من قبل، كما كانت له تجارب احترافية خارجية مع الزمالك المصري، وفرق الأنصار والعهد والصفاء اللبنانية.
و هو يلعب مع منتخب العراق لكرة القدم، وقد كان مع الفريق الفائز في كأس آسيا 2007.